# Lukánská republika
Lukánská republika, oficiálně Nejjasnější republika lukánská (italsky Serenissima Repubblica Lucense nebo také Repubblica di Lucca, latinsky Respublica Lucensis) byl stát v Toskánsku ve střední Itálii, který zahrnoval město Lucca a jeho okolí. Až do roku 1799 byla republika nezávislým státem v Itálii. Lucca byla původně sídelním městem Markrabství toskánského, po smrti Matyldy Toskánské (1115) však město získalo faktickou samostatnost, která byla formálně potvrzena listinou markraběte Welfa VI. roku 1160. Roku 1288 se stát stal přímým lénem Svaté říše římské. V letech 1342–1368 byla Lucca okupována Pisou. Během napoleonských válek byla dvakrát okupována Francouzi (1799 a 1800) a moci se chopili jakobíni, kteří republiku přizpůsobili ideálům francouzské revoluce, v mezidobí poté Rakušany. Republika zanikla zásahem Napoleona 23. června 1805 vyhlášením monarchie. Lucca se tak stala součástí Knížectví Lucca a Piombino, jež obdržela Napoleonova sestra Elisa Bonaparteová.

## Státní symbolika

vlajka:
do roku 1799
13. století–1799 (obchodní vlajka)
~1799–1801 (během jakobínské vlády)
1801–1805 (námořní vlajka)

znak:
znak Lukánské republiky
znak jakobínské republiky